# Jason Taumalolo

a Compétitions nationales et continentales officielles uniquement.

b Matchs officiels uniquement.
Jason Taumalolo, né le 31 mai 1993 à Auckland (Nouvelle-Zélande), est un joueur de rugby à XIII néo-zélandais d'origine tongienne évoluant au poste de deuxième ou troisième ligne. Il fait ses débuts en National Rugby League (« NRL ») avec les Cowboys du North Queensland lors de la saison 2010 à seulement dix-sept ans, franchise avec laquelle il remporte la NRL en 2015. Il a revêtu également le maillot des Tonga lors de la Coupe du monde 2013 puis à partir de 2014 le maillot de la Nouvelle-Zélande avec laquelle il a remporté le Tournoi des Quatre Nations 2014 avant de revenir sous le maillot des Tonga pour la Coupe du monde 2017 avec une demi-finale au bout. En 2016, il est nommé meilleur joueur de la NRL en remportant la Dally M Medal aux côtés de Cooper Cronk, devenant le second Néo-Zélandais à remporter ce trophée après Gary Freeman en 1992.

## Biographie

### Enfance
Né à Auckland en Nouvelle-Zélande dont les parents se nomment Tominika et Vaai, Taumalolo a une ascendance tongienne. Il grandit à Mangere et débute au rugby à XIII à l'âge de quatre ans par le club de Papakura Sea Eagles puis au collège de la Salle à Mangere East aux côtés de son frère ainé Warner. À l'âge de quatorze ans, il déménage à Townsville après avoir été observé par les Cowboys du North Queensland lors d'une tournée de l'équipe des moins de seize de la Nouvelle-Zélande. Taumalolo rejoint la Kirwan State High Scholl et joue pour les Kirwan Bears et les Townsville Brothers. Il obtient une bourse d'études avec les Cowboys et représente le Queensland des moins de dix-huit ans et l'équipe d'Australie scolaire à l'âge de seize ans.

### 2010-2012: Débuts en National Rugby League

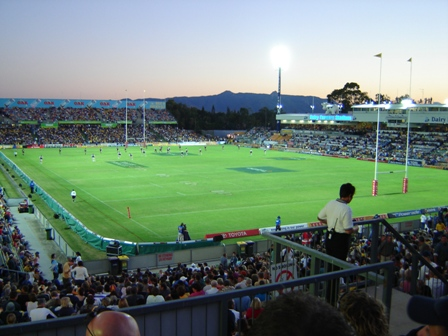
Le Dairy Farmers Stadium, stade des Cowboys du North Queensland.

En 2010, il fait ses débuts en National Rugby League à seulement dix-sept ans, deux mois et vingt-et-un jours contre les Bulldogs de Canterbury-Banktown lors d'une défaite 20-22, il s'agit de sa seule apparition cette saison-là. En octobre 2010, il dispute une tournée avec l'équipe de Nouvelle-Zélande junior.
En 2011, il fait sa deuxième apparition en NRL contre les Rabbitohs de South Sydney et y dispute deux autres matchs avec deux essais inscrits contre les Sharks de Cronulla-Sutherland. Parallèlement, il remporte la Toyota Cup contre les Warriors de New-Zeland et y est élu meilleur joueur de l'année. En octobre 2011, il renouvelle une tournée avec l'équipe de Nouvelle-Zélande junior.
En 2012, Taumalolo signe un contrat de trois ans avec les Cowboys du North Queensland. En mars 2012, il annonce avoir choisi la sélection australienne et l'équipe du Queensland pour le State of Origin, toutefois en avril la Nouvelle-Zélande parvient à le convaincre de prêter allégeance à sa nation de naissance : la Nouvelle-Zélande, au point d'être sélectionné pour l'ANZAC Test (qu'il ne dispute pas). Il finit la saison avec dix-sept matchs pour cinq essais et rejoint la tournée de l'équipe de Nouvelle-Zélande junior où ses qualités sont reconnues au point que certains l'annoncent comme le « nouveau Sonny Bill Williams ».

### 2013-2014: Confirmation au plus haut niveau

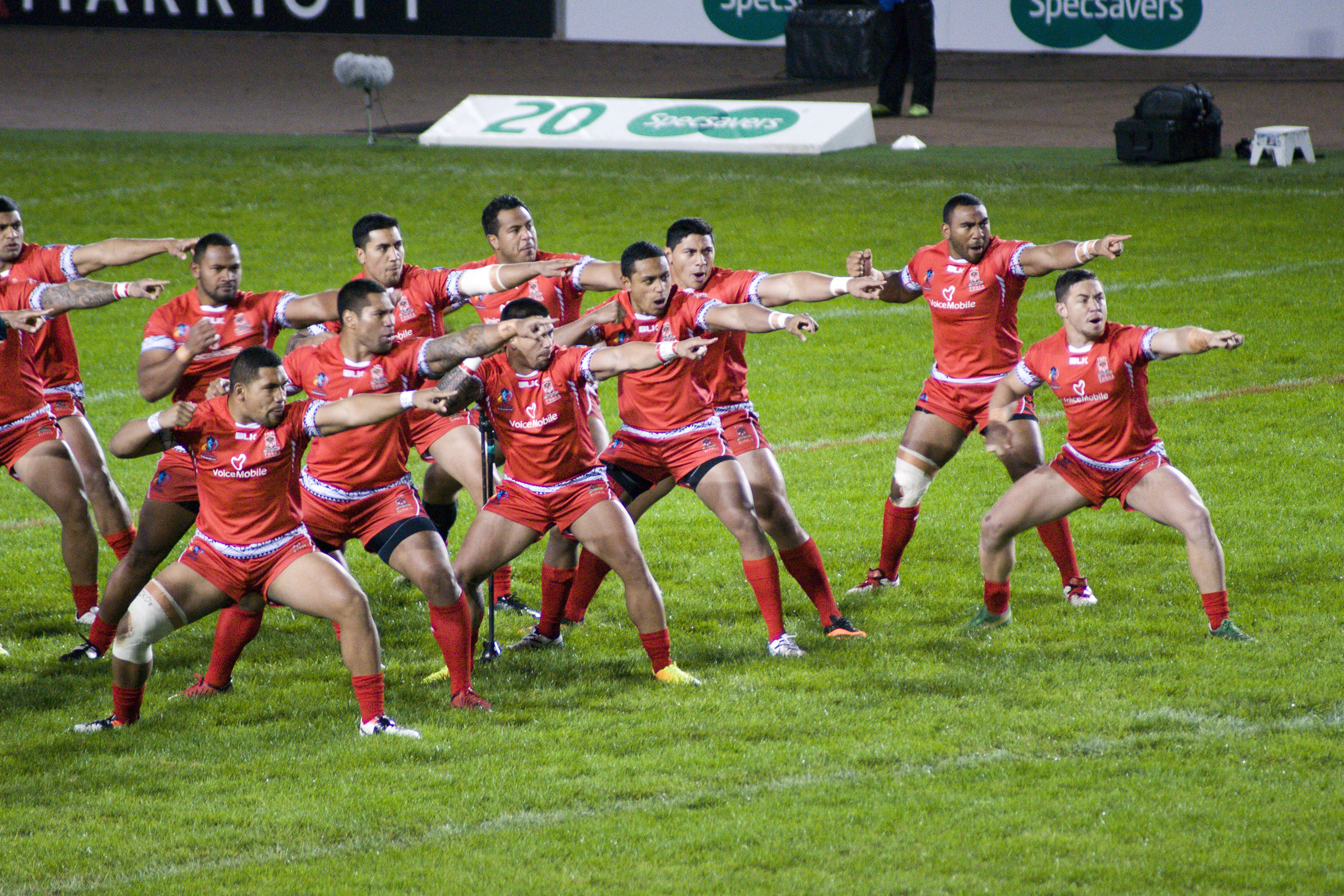
Taumalolo avec les Tonga réalisant le Sipi tau à la Coupe du monde.

En 2013, Taumalolo fait ses débuts internationaux avec l'équipe des Tonga lors d'une rencontre du Pacifique contre les Samoa. Il joue quatorze rencontres de NRL pour deux essais. Il dispute en fin d'année la Coupe du monde avec les Tonga, y disputant deux matchs et y inscrivant un essai. Les Tonga sont toutefois éliminés dès le premier tour.
En 2014, Taumalolo devient titulaire aux Cowboys du North Queensland et dispute vingt-cinq rencontres pour six essais. Cette régularité lui permet de prendre part au tournoi des Quatre Nations avec la Nouvelle-Zélande qu'il remporte 30-12 contre l'Australie en finale. Il est désigné meilleur joueur tongien de l'année.

### 2015-2016: Champion de NRL et meilleur joueur de NRL
En 2015, il dispute un match de prestige en étant sélectionné dans l'équipe NRL All-Stars. Il signe une prolongation de contrat avec les Cowboys rejetant une offre de deux millions de dollars australiens pour deux ans des Warriors de New Zealand. Désigné à l'issue de la saison meilleur troisième ligne de la NRL, il remporte le titre de NRL aux côtés de Johnathan Thurston dans un match épique contre les Broncos de Brisbane 17-16. Il dispute cette saison-là vingt-six rencontres pour deux essais. Il ne joue pas en sélection en fin d'année en raison d'une blessure.
En 2016, il remporte le World Club Challenge contre les Rhinos de Leeds 38-4 mais perd à l'ANZAC Test 0-16 contre l'Australie. Il est désigné meilleur troisième ligne de la NRL et également meilleur joueur de la NRL avec Cooper Cronk du Storm de Melbourne.
En 2017, après avoir été approché par des clubs de football américain, les Cowboys du North Queensland lui proposent un contrat de dix ans pour un salaire annuel d'un million d'euros que Taumololo accepte.

## Palmarès
- Collectif :
  - Vainqueur du Tournoi des Quatre Nations : 2014 (Nouvelle-Zélande).
  - Vainqueur du World Club Challenge : 2016[3] (North Queensland).
  - Vainqueur de la National Rugby League : 2015 (North Queensland).
  - Finaliste du Tournoi des Quatre Nations : 2016 (Nouvelle-Zélande).
  - Finaliste de la National Rugby League : 2017 (North Queensland).

- Individuel :
  - Élu meilleur joueur de la National Rugby League : 2016 (North Queensland).
  - Élu meilleur troisième ligne de la National Rugby League : 2015, 2016 et 2018 (North Queensland).

### En sélection

#### Coupe du monde
| Édition         | Rang            | Résultats pays | Résultats Taumalolo | Matchs Taumalolo |
| --------------- | --------------- | -------------- | ------------------- | ---------------- |
| Angleterre 2013 | 1er tour        | 2 v, 0 n, 1 d  | 1 v, 0 n, 1 d       | 2/3              |
| Australie 2017  | Demi-finale     | 4 v, 0 n, 1 d  | 3 v, 0 n, 1 d       | 4/5              |
| Angleterre 2022 | Quart-de-finale | 3 v, 0 n, 1 d  | 1 v, 0 n, 1 d       | 2/4              |

Légende : v = victoire ; n = match nul ; d = défaite.

#### Quatre Nations
| Édition             | Rang      | Résultats pays | Résultats Taumalolo | Matchs Taumalolo |
| ------------------- | --------- | -------------- | ------------------- | ---------------- |
| Quatre Nations 2014 | Vainqueur | 4 v, 0 n, 0 d  | 4 v, 0 n, 0 d       | 4/4              |
| Quatre Nations 2016 | Finaliste | 1 v, 1 n, 2 d  | 1 v, 0 n, 2 d       | 3/4              |

Légende : v = victoire ; n = match nul ; d = défaite.

#### Détails en sélection
| Matchs internationaux de Jason Taumalolo | Matchs internationaux de Jason Taumalolo | Matchs internationaux de Jason Taumalolo | Matchs internationaux de Jason Taumalolo | Matchs internationaux de Jason Taumalolo | Matchs internationaux de Jason Taumalolo | Matchs internationaux de Jason Taumalolo | Matchs internationaux de Jason Taumalolo | Matchs internationaux de Jason Taumalolo | Matchs internationaux de Jason Taumalolo | Matchs internationaux de Jason Taumalolo | Matchs internationaux de Jason Taumalolo |
|                                          | Date                                     | Adversaire                               | Résultat                                 | Compétition                              | Poste                                    | Points                                   | Essais                                   | Pen.                                     | Drops                                    |                                          |                                          |
| ---------------------------------------- | ---------------------------------------- | ---------------------------------------- | ---------------------------------------- | ---------------------------------------- | ---------------------------------------- | ---------------------------------------- | ---------------------------------------- | ---------------------------------------- | ---------------------------------------- | ---------------------------------------- | ---------------------------------------- |
| sous les couleurs des Tonga              |                                          |                                          |                                          |                                          |                                          |                                          |                                          |                                          |                                          |                                          |                                          |
| 1.                                       | 20 avril 2013                            | Samoa                                    | 36-4                                     | Amical                                   | Deuxième ligne                           | -                                        | -                                        | -                                        | -                                        |                                          |                                          |
| 2.                                       | 29 octobre 2013                          | Écosse                                   | 24-26                                    | Coupe du monde                           | Deuxième ligne                           | -                                        | -                                        | -                                        | -                                        |                                          |                                          |
| 3.                                       | 5 novembre 2013                          | Îles Cook                                | 22-16                                    | Coupe du monde                           | Deuxième ligne                           | 4                                        | 1                                        | -                                        | -                                        |                                          |                                          |
| sous les couleurs de la Nouvelle-Zélande |                                          |                                          |                                          |                                          |                                          |                                          |                                          |                                          |                                          |                                          |                                          |
| 1.                                       | 25 octobre 2014                          | Australie                                | 30-12                                    | Quatre Nations                           | Troisième ligne                          | -                                        | -                                        | -                                        | -                                        |                                          |                                          |
| 2.                                       | 1er novembre 2014                        | Samoa                                    | 14-12                                    | Quatre Nations                           | Troisième ligne                          | -                                        | -                                        | -                                        | -                                        |                                          |                                          |
| 3.                                       | 8 novembre 2014                          | Angleterre                               | 16-14                                    | Quatre Nations                           | Troisième ligne                          | -                                        | -                                        | -                                        | -                                        |                                          |                                          |
| 4.                                       | 15 novembre 2014                         | Australie                                | 22-18                                    | Quatre Nations                           | Troisième ligne                          | -                                        | -                                        | -                                        | -                                        |                                          |                                          |
| 5.                                       | 6 mai 2016                               | Australie                                | 0-16                                     | ANZAC Test                               | Troisième ligne                          | -                                        | -                                        | -                                        | -                                        |                                          |                                          |
| 6.                                       | 15 octobre 2016                          | Australie                                | 6-26                                     | Amical                                   | Troisième ligne                          | -                                        | -                                        | -                                        | -                                        |                                          |                                          |
| 7.                                       | 29 octobre 2016                          | Angleterre                               | 17-16                                    | Quatre Nations                           | Troisième ligne                          | -                                        | -                                        | -                                        | -                                        |                                          |                                          |
| 8.                                       | 5 novembre 2016                          | Australie                                | 8-14                                     | Quatre Nations                           | Troisième ligne                          | -                                        | -                                        | -                                        | -                                        |                                          |                                          |
| 9.                                       | 20 novembre 2016                         | Australie                                | 8-34                                     | Quatre Nations                           | Troisième ligne                          | -                                        | -                                        | -                                        | -                                        |                                          |                                          |
| 10.                                      | 5 mai 2017                               | Australie                                | 12-30                                    | ANZAC Test                               | Troisième ligne                          | -                                        | -                                        | -                                        | -                                        |                                          |                                          |
| sous les couleurs des Tonga              |                                          |                                          |                                          |                                          |                                          |                                          |                                          |                                          |                                          |                                          |                                          |
| 4.                                       | 28 octobre 2017                          | Écosse                                   | 32-18                                    | Coupe du monde                           | Troisième ligne                          | 4                                        | 1                                        | -                                        | -                                        |                                          |                                          |
| 5.                                       | 4 novembre 2017                          | Samoa                                    | 50-4                                     | Coupe du monde                           | Troisième ligne                          | -                                        | -                                        | -                                        | -                                        |                                          |                                          |
| 6.                                       | 11 novembre 2017                         | Nouvelle-Zélande                         | 28-22                                    | Coupe du monde                           | Troisième ligne                          | -                                        | -                                        | -                                        | -                                        |                                          |                                          |
| 7.                                       | 18 novembre 2017                         | Liban                                    | 24-22                                    | Coupe du monde                           | Troisième ligne                          | -                                        | -                                        | -                                        | -                                        |                                          |                                          |
| 8.                                       | 25 novembre 2017                         | Angleterre                               | 18-20                                    | Coupe du monde                           | Troisième ligne                          | -                                        | -                                        | -                                        | -                                        |                                          |                                          |
| 9.                                       | 23 juin 2018                             | Samoa                                    | 38-22                                    | Amical                                   | Troisième ligne                          | -                                        | -                                        | -                                        | -                                        |                                          |                                          |
| 10.                                      | 20 octobre 2018                          | Australie                                | 16-34                                    | Amical                                   | Troisième ligne                          | -                                        | -                                        | -                                        | -                                        |                                          |                                          |
| 11.                                      | 22 juin 2019                             | Nouvelle-Zélande                         | 14-34                                    | Coupe Océanie                            | Troisième ligne                          | -                                        | -                                        | -                                        | -                                        |                                          |                                          |
| 12.                                      | 26 octobre 2019                          | Grande-Bretagne                          | 14-6                                     | Amical                                   | Troisième ligne                          | -                                        | -                                        | -                                        | -                                        |                                          |                                          |
| 13.                                      | 2 novembre 2019                          | Australie                                | 16-12                                    | Coupe Océanie                            | Troisième ligne                          | -                                        | -                                        | -                                        | -                                        |                                          |                                          |
| 14.                                      | 25 juin 2022                             | Nouvelle-Zélande                         | 6-26                                     | Test-match                               | Troisième ligne                          | -                                        | -                                        | -                                        | -                                        |                                          |                                          |
| 15.                                      | 30 octobre 2022                          | Îles Cook                                | 92-0                                     | Coupe du monde                           | Troisième ligne                          | 8                                        | 2                                        | -                                        | -                                        |                                          |                                          |
| 16.                                      | 30 octobre 2022                          | Samoa                                    | 18-20                                    | Coupe du monde                           | Troisième ligne                          | -                                        | -                                        | -                                        | -                                        |                                          |                                          |
| 17.                                      | 18 octobre 2024                          | Australie                                | 0-18                                     | Test-match                               | Troisième ligne                          | -                                        | -                                        | -                                        | -                                        |                                          |                                          |
| 18.                                      | 2 novembre 2024                          | Nouvelle-Zélande                         | 25-24                                    | Test-match                               | Troisième ligne                          | -                                        | -                                        | -                                        | -                                        |                                          |                                          |
| 19.                                      | 10 novembre 2024                         | Australie                                | 14-20                                    | Test-match                               | Troisième ligne                          | -                                        | -                                        | -                                        | -                                        |                                          |                                          |

### Détails en club
| Saison | Saison                   | Championnat | Championnat  | Championnat | Championnat | Championnat | Championnat | Championnat | Sélection | Sélection | Sélection | Sélection | Sélection | Sélection | Sélection |
| Saison | Saison                   | Comp.       | Class.       | M           | Pts         | Ess.        | Buts        | Dp.         | Compet.   | M         | Pts       | Ess.      | Buts      | Dp.       |           |
| ------ | ------------------------ | ----------- | ------------ | ----------- | ----------- | ----------- | ----------- | ----------- | --------- | --------- | --------- | --------- | --------- | --------- | --------- |
| 2010   | North Queensland Cowboys | NRL         | 15e          | 1           | -           | -           | -           | -           |           |           |           |           |           |           |           |
| 2011   | North Queensland Cowboys | NRL         | 1er tour     | 3           | 8           | 2           | -           | -           |           |           |           |           |           |           |           |
| 2012   | North Queensland Cowboys | NRL         | 2e tour      | 17          | 20          | 5           | -           | -           |           |           |           |           |           |           |           |
| 2013   | North Queensland Cowboys | NRL         | 1er tour     | 14          | 8           | 2           | -           | -           | CM        | 3         | 4         | 1         | -         | -         |           |
| 2014   | North Queensland Cowboys | NRL         | 2e tour      | 25          | 24          | 6           | -           | -           | QN        | 4         | -         | -         | -         | -         |           |
| 2015   | North Queensland Cowboys | NRL         | Champion     | 26          | 8           | 2           | -           | -           |           |           |           |           |           |           |           |
| 2016   | North Queensland Cowboys | NRL         | Finale prél. | 27          | 24          | 6           | -           | -           | QN        | 5         | -         | -         | -         | -         |           |
| 2017   | North Queensland Cowboys | NRL         | Finaliste    | 26          | 16          | 4           | -           | -           | CM        | 6         | 4         | 1         | -         | -         |           |
| 2018   | North Queensland Cowboys | NRL         | 13e          | 23          | 16          | 4           | -           | -           |           | 2         | -         | -         | -         | -         |           |
| 2019   | North Queensland Cowboys | NRL         | 14e          | 18          | 12          | 3           | -           | -           |           | 3         | -         | -         | -         | -         |           |
| 2020   | North Queensland Cowboys | NRL         | 14e          | 16          | 8           | 2           | -           | -           |           |           |           |           |           |           |           |
| 2021   | North Queensland Cowboys | NRL         | 15e          | 15          | 4           | 1           | -           | -           |           |           |           |           |           |           |           |
| 2022   | North Queensland Cowboys | NRL         | Finale prél. | 25          | 4           | 1           | -           | -           | CM        | 3         | 8         | 2         | -         | -         |           |
| 2023   | North Queensland Cowboys | NRL         | 11e          | 16          | -           | -           | -           | -           |           | 3         | -         | -         | -         | -         |           |
| 2024   | North Queensland Cowboys | NRL         | 2e tour      | 23          | -           | -           | -           | -           |           | 3         | -         | -         | -         | -         |           |
| 2025   | North Queensland Cowboys | NRL         |              | 3           | -           | -           | -           | -           |           |           |           |           |           |           |           |